# Janusz Tomaszewski
Janusz Teofil Tomaszewski (ur. 13 września 1956 w Pabianicach) – polski polityk i działacz związkowy. W latach 1997–1999 wiceprezes Rady Ministrów oraz minister spraw wewnętrznych i administracji.

## Życiorys
Z wykształcenia mechanik samochodowy. W latach 1974–1990 pracował w pabianickiej filii Kieleckich Zakładach Naprawy Samochodów. Działał w NSZZ „Solidarność”. W stanie wojennym został internowany na okres kilku tygodni. W 1990 objął stanowisko wiceprzewodniczącego zarządu Regionu Ziemia Łódzka NSZZ „Solidarność”, a w latach 1992–1997 pełnił funkcję przewodniczącego tego regionu związku. Od 1995 był wiceprzewodniczącym Komisji Krajowej NSZZ „Solidarność”. Należał do najbliższych współpracowników Mariana Krzaklewskiego, a w 1996 do inicjatorów utworzenia Akcji Wyborczej Solidarność, w ramach której został pełnomocnikiem Krajowego Komitetu Wyborczego AWS.
Po zwycięstwie tej formacji w wyborach parlamentarnych w 1997 opowiedział się za utworzeniem koalicji rządowej AWS z Unią Wolności. Od 31 października 1997 do 3 września 1999 był wicepremierem oraz ministrem spraw wewnętrznych i administracji w rządzie Jerzego Buzka. W styczniu 1999 powołano go na stanowisko sekretarza generalnego Ruchu Społecznego AWS.
W 1998 „Gazeta Wyborcza” ujawniła, że na posiedzeniu Rady Ministrów Janusz Tomaszewski zgłosił propozycję wprowadzenia całkowitego zakazu importu żelatyny do Polski, co sprzyjało interesom Kazimierza Grabka, krajowego monopolisty na rynku żelatyny.
Został odwołany z obu stanowisk w rządzie, gdy rzecznik interesu publicznego złożył w jego sprawie wniosek do sądu lustracyjnego. W lutym 2001 sąd ten uznał jego oświadczenie lustracyjne za prawdziwe.
W 2001 odszedł z RS AWS, współtworzył nowy komitet wyborczy pod nazwą Forum Obywatelskie Chrześcijańska Demokracja. W wyborach parlamentarnych w tym samym roku z jego ramienia bez powodzenia kandydował do Senatu w okręgu sieradzkim. Został następnie doradcą rektora Akademii Sztuk Pięknych w Łodzi. W 2004 brał udział w tworzeniu Partii Centrum, formacji politycznej Zbigniewa Religi.
Zajął się prowadzeniem działalności gospodarczej, w jej ramach współpracował z takimi przedsiębiorstwami jak Impel, Bioton, MPK-Łódź, Veolia i Ghelamco. Współpracował także z ukraińskim ministerstwem spraw wewnętrznych przy tworzeniu systemów informatycznych.